# マギー・メイ
「マギー・メイ」（Maggie May、Maggie Mae）は、イギリス・リヴァプールに伝わる民謡である。歌詞は、港町に集まる船乗りを相手にしていたコソ泥の娼婦を歌ったもの。1950年代後半よりスキッフル・バージョンが広く普及した。
1964年にライオネル・バートは、本作およびその裏話を元に、リヴァプールのドックを舞台としたミュージカルを制作。このミュージカルは、「Maggie May」と称され、ロンドンで2年間上演された。
1970年に発売されたビートルズのアルバム『レット・イット・ビー』には、録音されたテイクから一部を抜粋した音源が収録された。

## 背景
イギリスのミュージシャン、スタン・ヒューギルは、1830年にヴァン・ディーメンズ・ランドに向けて出航した女性囚人船「カインズ」の船員であるチャールズ・ピックネルの日記に、本作の草案が記されていたとしている。このことから、歌詞中のマギーの運命として言及されている実際の流刑期間にさかのぼることができる。
1856年にベンジャミン・ハンビーの作品としてアメリカのプランテーション・ソング「Darling Nellie Gray」が発表された。同作ののサビの歌詞に「Oh, my poor Nellie Gray, they have taken you away, I'll never see my darling anymore.」というセリフがあり、本作との関連性が指摘されている。ジョー・ウィルソンが作詞を手がけたジョーディーの「Keep Your Feet Still」にも同じフレーズが含まれている。

## レコーディング
「マギー・メイ」は、1950年代後半に多数のアーティストによって演奏され、当時のスキッフル・ブームに合わせたアレンジが加えられた。この時期、ライム・ストリートは「マギー・メイのお気に入りの場所」として定着していた。
A.L.ロイドは、1956年に発売したアルバム『English Drinking Songs』に本作を収録し、ライナーノーツで「船乗りのバラードの最後の一撃。どの船にもありながら、ソングブックには載っていない曲」と述べている。リズ・ウィンタース&ボブ・コートは、1957年にスキッフル調にアレンジしたバージョンを発売。ヴァイパーズ・スキッフル・グループも同年にスキッフル・バージョンを発売している。ヴァイパーズ・スキッフル・グループによるバージョンは、発売当時最も有名な演奏となったが、歌詞に性的な表現が含まれていることを理由にBBCラジオより放送禁止処分を受けた。
1964年にライオネル・バートは、リヴァプールのドックを舞台としたミュージカル「Maggie May」を制作し、本作を使用した。歌詞が多少変更されており、バートのバージョンでは三人称で歌われ、マギー・メイが街を去ることを嘆くヒロインとなっている。このバージョンは、ミュージカルのキャストであるケネス・ヘイグによって歌われた。その後、ジュディ・ガーランドが1964年に発売したEP『Maggie May』でこのバージョンで録音した。
サーチャーズやスピナーズのヒューイー・ジョーンズらも本作を録音しており、ジョーンズは「本物のマギー・メイはデューク・ストリートで暮らし、1952年に死んだ」と主張している。

## ビートルズによる演奏
「マギー・メイ」は、ビートルズの前身バンドであるクオリーメンが1957年7月6日にセント・ピーターズ教会で行なったライブのセットリストに含まれており、その後もウォーミングアップとして演奏していた。その後、ゲット・バック・セッションを行なっていた1969年1月24日に本作を録音した。ビートルズの演奏は、バイパー・スキッフル・グループのバージョンがベースと考えられており、レノンはリヴァプール訛りで歌っている。
1970年5月8日にオリジナル・アルバム『レット・イット・ビー』が発売され、A面7曲目に「マギー・メイ」の断片が収録された。ビートルズのバージョンでは、編曲者としてメンバー4人の名前が表記されている。また、ビートルズがカバー曲を録音したのは、1965年の「アクト・ナチュラリー」以来で、活動期では最後となった。
2003年に発売された『レット・イット・ビー...ネイキッド』では、「ディグ・イット」と共に収録曲から外されているが、同作のボーナスCD「フライ・オン・ザ・ウォール」に抜粋した音源が収録されている。
2010年に公開された映画『ノーウェアボーイ ひとりぼっちのあいつ』では、若い頃のレノン（演：アーロン・ジョンソン）がセント・ピーターズ教会でクオリーメンとして長いバージョンを歌っている。
2017年に公開された映画 『パイレーツ・オブ・カリビアン/最後の海賊』では、マッカートニー演じる「アンクル・ジャック」（主人公ジャック・スパロウの叔父）が口ずさんでいる。

### クレジット
※出典
- ジョン・レノン - ボーカル、アコースティック・ギター（ギブソン・J-200）
- ポール・マッカートニー - ボーカル、アコースティック・ギター（マーティン・D-28）
- ジョージ・ハリスン - エレクトリック・ギター（フェンダー・テレキャスター）で弾いたベースライン
- リンゴ・スター - ドラム